# Danh sách chuyến lưu diễn của Big Bang
Nhóm nhạc nam hip hop Hàn Quốc Big Bang tính đến nay đã thực hiện 15 chuyến lưu diễn với tư cách là nghệ sĩ chính, trong đó có hai chuyến lưu diễn

## Want You Tour
Want You Tour là tour diễn đầu tiên của Big Bang tại Hàn Quốc, kéo dài từ tháng 5 tới tháng 7 năm 2007.

### Danh sách bài hát biểu diễn
1. "BIGBANG"
2. "V.I.P."
3. "Ma Girl" (Taeyang solo)
4. "A Fool Of Tears"
5. "We Belong Together" (hợp tác với Park Bom)
6. "Forever with You" (hợp tác với Park Bom)
7. "Try Smiling" (Daesung solo)
8. "Big Boy" (T.O.P solo) (hợp tác với Lee Eun Joo)
9. "Next Day" (Seungri solo)
10. "She Can't Get Enough"
11. "Dirty Cash"
12. "This Love" (G-Dragon solo)
13. "La La La"
14. "Good Bye Baby"
15. "Shake It" (hợp tác với Lee Eun Joo)

### Ngày diễn
| Ngày                | Thành phố | Quốc gia | Số khán giả |
| ------------------- | --------- | -------- | ----------- |
| 15 tháng 5 năm 2007 | Incheon   | Hàn Quốc | 64.000      |
| 25 tháng 5 năm 2007 | Daegu     | Hàn Quốc | 64.000      |
| 30 tháng 5 năm 2007 | Changwon  | Hàn Quốc | 64.000      |
| 17 tháng 6 năm 2007 | Jeonju    | Hàn Quốc | 64.000      |
| 15 tháng 7 năm 2007 | Busan     | Hàn Quốc | 64.000      |

## The G.R.E.A.T
The G.R.E.A.T, hay còn có tên gọi là Bigbang is GREAT, là chuyến lưu diễn thứ ba của Big Bang sau thành công của hai đĩa đơn, "Lies" và "Last Farewell". Tất cả vé của tour diễn bán hết chỉ trong vòng 10 phút.

### Danh sách bài hát biểu diễn
1. "Crazy Dog+환상 속의 그대"
2. "Shake It"
3. "Wild Wild West"
4. "Try Smiling" (Daesung solo)
5. "Next Day" (Seungri solo)
6. "Ma Girl (Taeyang solo)
7. "La La La"
8. "Fool"
9. "This Love" (G-Dragon solo)
10. "Lies"
11. "Act Like Nothing's Wrong""(T.O.P solo)
12. "A Fool Of Tears"
13. "But I Love U" (G-Dragon solo)
14. "Last Farewell"

Encore
1. "Always"
2. "Lies"

### Ngày diễn
| Ngày                 | Thành phố | Quốc gia | Địa điểm                            | Số khán giả |
| -------------------- | --------- | -------- | ----------------------------------- | ----------- |
| 28 tháng 12 năm 2007 | Seoul     | Hàn Quốc | Nhà thi đấu Thể dục dụng cụ Olympic | 36.000      |
| 29 tháng 12 năm 2007 | Seoul     | Hàn Quốc | Nhà thi đấu Thể dục dụng cụ Olympic | 36.000      |
| 30 tháng 12 năm 2007 | Seoul     | Hàn Quốc | Nhà thi đấu Thể dục dụng cụ Olympic | 36.000      |

## Global Warning Tour
Global Warning Tour là chuyến lưu diễn đầu tiên vượt ra ngoài lãnh thổ Hàn Quốc khi ghé thăm ba đất nước Thái Lan và Nhật Bản.

### Danh sách bài hát biểu diễn
1. "Intro"
2. "Wrong Number"
3. "Shake It!"
4. "BIGBANG"
5. "How Gee"
6. "Big Boy" (T.O.P solo)
7. "Prayer" (Taeyang solo)
8. "Only Look At Me" (Taeyang solo)
9. "A Fool Of Tears"
10. "Fool"
11. "Crazy Dog + 환상 속의 그대"
12. "With U"
13. "Dirty Cash" (Remix)
14. "V.I.P"
15. "La La La" (Remix)
16. "Look At Me, GwiSoon" (Daesung solo)
17. "This Love + But I Love U" (G-Dragon solo)
18. "We Belong Together"
19. "Lies" (Remix)
20. "Last Farewell"
21. "Always"

### Ngày diễn
| Ngày                | Thành phố | Quốc gia | Địa điểm                              | Tổng khán giả |
| ------------------- | --------- | -------- | ------------------------------------- | ------------- |
| 28 tháng 3 năm 2008 | Tokyo     | Nhật Bản | Tokyo Dome City Hall                  | 100.000       |
| 29 tháng 3 năm 2008 | Tokyo     | Nhật Bản | Tokyo Dome City Hall                  | 100.000       |
| 12 tháng 4 năm 2008 | Busan     | Hàn Quốc | Trung tâm Hội nghị và Triển lãm Busan | 100.000       |
| 27 tháng 4 năm 2008 | Gwangju   | Hàn Quốc | Trung tâm Hội nghị Kim Dae Jung       | 100.000       |
| 11 tháng 5 năm 2008 | Wonju     | Hàn Quốc | Nhà thi đấu Wonju Chiak               | 100.000       |
| 28 tháng 5 năm 2008 | Daegu     | Hàn Quốc | Trung tâm Hội nghị và Triển lãm Daegu | 100.000       |
| 7 tháng 6 năm 2008  | Bangkok   | Thái Lan | Sân vận động trong nhà Huamark        | 100.000       |
| 21 tháng 6 năm 2008 | Seoul     | Hàn Quốc | Nhà thi đấu Thể dục dụng cụ Olympic   | 100.000       |
| 22 tháng 6 năm 2008 | Seoul     | Hàn Quốc | Nhà thi đấu Thể dục dụng cụ Olympic   | 100.000       |

## Stand Up Tour
Stand Up Tour là tour diễn đầu tiên tại Nhật để quảng bá cho album phòng thu tiếng Nhật đầu tiên, Number 1. Buổi diễn cuối cùng được quay phim và phát hành dưới dạng CD và DVD vào ngày 17 tháng 3 năm 2010.

### Khách mời
1. Teddy Park
2. Taebin

### Danh sách bài hát
1. "With U"
2. "Shake It"
3. "How Gee"
4. "BIGBANG"
5. "Big Boy" (T.O.P solo)
6. "So Beautiful"
7. "Come Be My Lady"
8. "Prayer" (Taeyang solo)
9. "Look At Me" (Taeyang solo)
10. "Make Love"
11. "Together Forever"
12. "Haru Haru"
13. "Heaven"
14. "We Belong Together"
15. "雪の華"(Seungri solo)
16. "Remember"
17. "Everything"
18. "La La La"
19. "Look At Me"(Daesung solo)
20. "This Love" (G-Dragon solo)
21. "A Good Man"
22. "Oh My Baby"
23. "Number 1"
24. "Lies"

Encore
1. "Baby Baby"
2. "Always"

### Ngày diễn
| Ngày                 | Thành phố | Quốc gia | Địa điểm             | Tổng số khán giả |
| -------------------- | --------- | -------- | -------------------- | ---------------- |
| 28 tháng 10 năm 2008 | Osaka     | Nhật Bản | Hội trường Osaka-jō  | 30.000           |
| 29 tháng 10 năm 2008 | Nagoya    | Nhật Bản | Đại học Nagoya       | 30.000           |
| 1 tháng 11 năm 2008  | Tokyo     | Nhật Bản | Tokyo Dome City Hall | 30.000           |

## Big Show 2009
Big Show 2009 là Big Show đầu tiên của Big Bang tại Hàn Quốc. Hai buổi diễn được quay phim và phát hành dưới dạng CD và DVD vào ngày 22 tháng 4 năm 2009 và bán ra trên 60.000 bản.

### Danh sách bài hát biểu diễn
1. "Haru Haru" (Phiên bản dàn nhạc cổ điển)
2. "Heaven" (Phiên bản dàn nhạc cổ điển)
3. "Strong Baby"
4. "Number 1"
5. "Stylish" (THE FILA)
6. "Only Look At Me" (remix)
7. "Act Like Nothing's Wrong" (Remix)
8. "Lady"
9. "Wonderful"
10. "A Good Man"
11. "Make Love"
12. "Oh, Ah, Oh"
13. "Last Farewell" (remix)
14. "Sunset Glow"
15. "Oh My Friend"
16. "Lies" (remix)

### Ngày diễn
| Ngày                | Thành phố | Quốc gia | Địa điểm                            | Số khán giả |
| ------------------- | --------- | -------- | ----------------------------------- | ----------- |
| 30 tháng 1 năm 2009 | Seoul     | Hàn Quốc | Nhà thi đấu Thể dục dụng cụ Olympic | 24.000      |
| 3 tháng 2 năm 2009  | Seoul     | Hàn Quốc | Nhà thi đấu Thể dục dụng cụ Olympic | 24.000      |

## Big Show 2010
Big Show 2010 Big Show thứ hai của Big Bang tại, được quay phim và phát hành dưới dạng CD và DVD vào ngày 19 tháng 8 năm 2010, bán ra trên 40.000 bản. Chuyến lưu diễn thu hút trên 50.000 người hâm mộ và thu về trên 4 tỉ won.

### Khách mời đặc biệt
- 2NE1

### Danh sách bài hát biểu diễn
1. "Lies"
2. "Gara Gara Go!!"
3. "Twinkle, Twinkle" (Remix)
4. "Wonderful" (Remix)
5. "Hallelujah"
6. "Cotton Candy" (Daesung solo)
7. "The Next Day" (Seungri solo)
8. "Strong Baby" (Seungri solo)
9. "Top of the World"
10. "Number 1"
11. "Koe o Kikasete"
12. "Make Love"
13. "Where U At" (Taeyang solo)
14. "Wedding Dress" (Remix) (Taeyang solo)
15. "Act Like Nothing's Wrong" (Remix) (T.O.P solo)
16. "How Gee"
17. "Stylish" (Remix)
18. "Fire" (2NE1)
19. "I Don't Care" (2NE1)
20. "A Fool Of Tears"
21. "I Don't Understand"
22. "Foolish Love"
23. "Oh My Baby"
24. "Remember"
25. "A Good Man"
26. "Stay"
27. "Haru Haru"
28. "A Boy" (G-Dragon solo)
29. "Heartbreaker" (G-Dragon solo)
30. "Korean Dream" (G-Dragon solo)
31. "Always"
32. "Heaven"
33. "Fool"
34. "Big Hit"
35. "Last Farewell"

Encore
1. "Sunset Glow"
2. "Lies"

### Ngày diễn
| Ngày                | Thành phố | Quốc gia | Địa điểm                            | Tổng số khán giả |
| ------------------- | --------- | -------- | ----------------------------------- | ---------------- |
| 30 tháng 1 năm 2010 | Seoul     | Hàn Quốc | Nhà thi đấu Thể dục dụng cụ Olympic | 52.000           |
| 31 tháng 1 năm 2010 | Seoul     | Hàn Quốc | Nhà thi đấu Thể dục dụng cụ Olympic | 52.000           |
| 1 tháng 2 năm 2010  | Seoul     | Hàn Quốc | Nhà thi đấu Thể dục dụng cụ Olympic | 52.000           |

## Electric Love Tour
Electric Love Tour là tour diễn thứ hai tại Nhật Bản. Chi phí sản xuất cho cả chuyến lưu diễn xấp xỉ 300 triệu yen (tương đương khoảng 3,3 triệu đôla Mỹ). Nhóm kết thúc tour diễn lớn đầu tiên tại Nhật Bản với buổi diễn cuối cùng tại Budokan và ước tính tổng số gần 60.000 người đã tới dự các buổi biểu diễn của nhóm. Tour diễn cũng thiết lập kỉ lục cho một nhóm nhạc thần tượng khi chỉ sau bốn tháng kể từ khi ra mắt tại Nhật, Big Bang đã có cơ hội biểu diễn tại Budokan. Họ cũng thu hút nhiều nhân vật nổi tiếng của Nhật tới xem như Ayaka Nishiwaki của Perfume, phát thanh viên Shiho Watanabe, Ayaka Umeda và Yukari Sato của AKB48, Reina Tanaka của Morning Musume, W-inds, Erena Mizusawa, Nakashima Mika, Aoyama Thelma, Matsuura Aya, Akira và Makidai của Exile, Eriko Imai của Speed, Koda Kumi, Chinatsu Wakatsuki, Asami, Maeda Atsuko, Kasai Tomomi, Takahashi Minami và một số thành viên của SuG. Ngay sau buổi diễn, những người nổi tiếng tới xem đăng tải cảm nhận và hình ảnh của họ tại buổi biểu diễn trên blog cá nhân.
Vào ngày 28 tháng 4 năm 2010, một DVD được phát hành và đứng ở vị trí thứ 6 trên bảng xếp hạng Oricon DVD, bán ra trên 40.000 bản.

### Khách mời
- 2NE1
- W-inds. [9]

### Danh sách bài hát biểu diễn
1. "Gara Gara Go!!"
2. "Top of the World"
3. "With U"
4. "Hallelujah"
5. "Strong Baby"
6. "Wedding Dress"
7. "Act Like Nothing's Wrong"
8. "Follow Me"
9. "Number 1"
10. "Stylish"
11. "Fire" (2NE1)
12. "I Don't Care" (2NE1)
13. "Cotton Candy"
14. Liên khúc của Daesung và Seungri (5 bài hát)
15. "Stay"
16. "Haru Haru"
17. "A Boy"
18. "Heartbreaker"
19. "Korean Dream"
20. "Rain is Falling" (W-inds.)
21. "Koe O Kikasete"
22. "Lies"
23. "Last Farewell"

Encore
1. "How Gee"
2. "My Heaven"

### Ngày diễn
| Ngày                | Thành phố | Quốc gia | Địa điểm              | Tổng số khán giả |
| ------------------- | --------- | -------- | --------------------- | ---------------- |
| 10 tháng 2 năm 2010 | Yokohama  | Nhật Bản | Yokohama Arena        | 80.000           |
| 11 tháng 2 năm 2010 | Yokohama  | Nhật Bản | Yokohama Arena        | 80.000           |
| 13 tháng 2 năm 2010 | Kobe      | Nhật Bản | Kobe World Kinen Hall | 80.000           |
| 14 tháng 2 năm 2010 | Kobe      | Nhật Bản | Kobe World Kinen Hall | 80.000           |
| 16 tháng 2 năm 2010 | Tokyo     | Nhật Bản | Nippon Budokan        | 80.000           |
| 17 tháng 2 năm 2010 | Tokyo     | Nhật Bản | Nippon Budokan        | 80.000           |

## Big Show 2011
Big Show 2011 là buổi diễn Big Show thứ ba của nhóm tại Hàn Quốc.

### Đón nhận của công chúng
Buổi diễn được ca ngợi là "kích thích và phong cách" cũng như "xa xỉ" từ tác giả Lee Soo Yeon trên trang Newsen hay được miêu tả là "tươi mới và táo bạo" bởi Yonhap News, và khẳng định "Big Bang đã trở lại một cách ấn tượng". Park Young Gun của Star News cũng khen ngợi cách nhóm dùng đồ nghề sân khấu hoành tráng và nhận xét màn trình diễn bằng những từ như "hấp dẫn" và "bùng nổ" và khẳng định "Big Bang trở lại mạnh mẽ hơn bao giờ hết." Buổi biểu diễn thu hút lượng khán giả truyền hình toàn quốc theo dõi là 5,7%, cao hơn con số 4,9% sự kiến. Doanh thu của Big Show 2011 theo báo cáo là 43 tỉ won (38 triệu USD).

### Danh sách bài hát biểu diễn
1. "Hands Up"
2. "Shake It" (Remix)
3. "La La La" (Remix)
4. "V.I.P" (Remix)
5. "BIGBANG"
6. "What Can I Do" (Seungri solo)
7. "Where U At" "(Taeyang solo)
8. "Baby Don't Cry" (Daesung solo)
9. "Knock Out, High High, Oh Yeah" (Liên khúc của GD&TOP)
10. "Don't Go Home" (GD & TOP)
11. "A Fool Of Tears"
12. "Always"
13. "Tell Me Goodbye"
14. "Koe O Kikasete"
15. "Wonderful"
16. "Haru Haru" (Acoustic)
17. "Lies" (Remix)
18. "Last Farewell"
19. "Cafe"
20. "What is Right"
21. "Somebody to Love"
22. "Tonight"
23. "Heaven"

Encore
1. "Always"
2. "Sunset Glow"

1. "Hands Up"
2. "Shake It" (Remix)
3. "La La La" (Remix)
4. "V.I.P" (Remix)
5. "BIGBANG"
6. "V.V.I.P" (Seungri solo)
7. "What Can I Do" (Seungri solo)
8. "Where U At" (Taeyang solo)
9. "Baby Don't Cry" (Daesung Solo)
10. "Knock Out" (GD&TOP)
11. "Don't Go Home" (GD&TOP)
12. "Oh Yeah" (GD&TOP hợp tác với Park Bom)
13. "High High" (GD&TOP)
14. "A Fool Of Tears"
15. "Tell Me Goodbye"
16. "Koe O Kikasete"
17. "Wonderful"
18. "Tonight"
19. "Somebody To Love"
20. "Cafe"
21. "What is Right"
22. "Haru Haru" (Acoustic)
23. "Lies" (Remix)
24. "Last Farewell"
25. "Heaven"

Encore
1. "Always"
2. "Sunset Glow"

### Ngày diễn
| Ngày                | Thành phố | Quốc gia | Địa điểm                            | Tổng số khán giả |
| ------------------- | --------- | -------- | ----------------------------------- | ---------------- |
| 25 tháng 1 năm 2011 | Seoul     | Hàn Quốc | Nhà thi đấu Thể dục dụng cụ Olympic | 42,000           |
| 26 tháng 1 năm 2011 | Seoul     | Hàn Quốc | Nhà thi đấu Thể dục dụng cụ Olympic | 42,000           |
| 27 tháng 1 năm 2011 | Seoul     | Hàn Quốc | Nhà thi đấu Thể dục dụng cụ Olympic | 42,000           |

## Love and Hope Tour
Love and Hope Tour là chuyến lưu diễn thứ ba tại Nhật với mục đích quảng bá cho album phòng thu tiếng Nhật thứ ba, Big Bang 2. Chuyến lưu diễn thu hút trên 100.000 lượt người hâm mộ tới theo dõi. Ban đầu chuyến lưu diễn được đặt tên là Love & Pain Tour tuy nhiên được đổi tên sau thảm họa động đất và sóng thần Tōhoku 2011. Một phần doanh thu được dùng cho công tác cứu trợ.

### Danh sách bài hát biểu diễn
1. "Tonight"
2. "Somebody To Luv"
3. "How Gee"
4. "Number 1"
5. "Top Of The World"
6. "VVIP" (Seungri solo)
7. "What Can I Do" (Seungri solo)
8. "I'll Be There" "(Taeyang solo)
9. "I Need A Girl" "(Taeyang solo)
10. "Baby Don't Cry" (Daesung solo):
11. "Don't Go Home" (GD&TOP)
12. "Oh Yeah" (GD&TOP)
13. "High High" (GD&TOP)
14. "Tell Me Goodbye"
15. "Koe O Kikasete"
16. "Beautiful Hangover"
17. "Cafe"
18. "Haru Haru"
19. "Lies"
20. "Love Song"
21. "Ms. Liar"
22. "Hands Up"

Encore
1. "Gara Gara Go!!"
2. "My Heaven"

### Ngày diễn
| Ngày                | Thành phố | Quốc gia | Địa điểm            | Tổng số khán giả |
| ------------------- | --------- | -------- | ------------------- | ---------------- |
| 10 tháng 5 năm 2011 | Osaka     | Nhật Bản | Hội trường Osaka-jō | 110.000          |
| 11 tháng 5 năm 2011 | Osaka     | Nhật Bản | Hội trường Osaka-jō | 110.000          |
| 13 tháng 5 năm 2011 | Chiba     | Nhật Bản | Makuhari Messe      | 110.000          |
| 14 tháng 5 năm 2011 | Chiba     | Nhật Bản | Makuhari Messe      | 110.000          |
| 15 tháng 5 năm 2011 | Chiba     | Nhật Bản | Makuhari Messe      | 110.000          |
| 17 tháng 5 năm 2011 | Nagoya    | Nhật Bản | Nippon Gaishi Hall  | 110.000          |
| 18 tháng 5 năm 2011 | Nagoya    | Nhật Bản | Nippon Gaishi Hall  | 110.000          |
| 19 tháng 5 năm 2011 | Nagoya    | Nhật Bản | Nippon Gaishi Hall  | 110.000          |

## Big Show 2012
Big Show 2012 là Big Show thứ tư của nhóm tại Hàn Quốc, chính thức bắt đầu chuyến lưu diễn thế giới đầu tiên Big Bang Alive Galaxy Tour 2012.

### Danh sách bài hát biểu diễn
1. "Alive (Intro)"
2. "Tonight" (Phiên bản Rock)
3. "Hands Up"
4. "Fantastic Baby"
5. "How Gee"
6. "Stupid Liar"
7. "Knockout" (GD & TOP)
8. "High High" (Phiên bản Rock) (GD & TOP)
9. "Strong Baby" (Seungri solo)
10. "What Can I Do" (Seungri solo)
11. "Gara Gara Go"
12. "Number 1"
13. "Cafe" (Remix)
14. "Bad Boy"
15. "Ain't No Fun"
16. "Love Dust"
17. "Love Song"
18. "Only Look At Me" / "Where U At" / "Wedding Dress" (Taeyang solo)
19. "Wings" (Daesung solo)
20. "Haru Haru" (Phiên bản Acoustic)
21. "Lies"
22. "Last Farewell"

Encore:
1. "Sunset Glow"
2. "Heaven"

### Ngày diễn
| Ngày               | Thành phố | Quốc gia | Địa điểm                            | Tổng số khán giả |
| ------------------ | --------- | -------- | ----------------------------------- | ---------------- |
| 2 tháng 3 năm 2012 | Seoul     | Hàn Quốc | Nhà thi đấu Thể dục dụng cụ Olympic | 52.000           |
| 3 tháng 3 năm 2012 | Seoul     | Hàn Quốc | Nhà thi đấu Thể dục dụng cụ Olympic | 52.000           |
| 4 tháng 3 năm 2012 | Seoul     | Hàn Quốc | Nhà thi đấu Thể dục dụng cụ Olympic | 52.000           |

## Japan Dome Tour X
BIGBANG JAPAN DOME TOUR 2014～2015 "X" là chuyến lưu diễn thứ năm và thứ hai liên tiếp tại Nhật Bản của Big Bang. Tour diễn bắt đầu vào ngày 15 tháng 11 năm 2014 tại Nagoya và kết thúc vào ngày 18 tháng 1 năm 2015 tại Osaka. BIGBANG JAPAN DOME TOUR 2014～2015 "X" giúp Big Bang trở thành nghệ sĩ nước ngoài đầu tiên tổ chức năm buổi diễn mái vòm trong hai năm liên tiếp và thu hút trên 1 triệu lượt người hâm mộ.

### Sân khấu
Một số tiền khoảng ba tỉ yên Nhật (khoảng 25,5 triệu đôla Mỹ) được chi ra cho việc dựng sân khấu, thuê nhân sự, ví dụ như đạo diễn của tour diễn Jamie King người từng làm việc cùng Michael Jackson, Madonna và Britney Spears. Roy Bennett điều hành bộ phận ánh sáng sân khấu, trong khi đó Veneno đảm nhiệm công việc liên quan đến video của tour diễn. Chuyến lưu diễn thu hút nhiều nhiều nhân viên sân khấu đẳng cấp thế giới; sử dụng sân khấu trung tâm rộng 30 mét, cũng 6 sân khâu nhánh dài 50 mét, kéo dài từ sân khấu trung tâm tới khán đài giống như những nan hoa bánh xe; một lượng lớn đèn và thiết bị sân khấu được nhập từ nhiều quốc gia khác nhau; các thiết bị công nghệ cao, bao gồm các màn hình LED, được lắp đặt cho các sân khâu nhánh, trong khi đó dàn loa nhiều lỗ "MLA" tạo ra âm thanh chất lượng cao cho khán giả.

### Danh sách bài hát biểu diễn
Đây là danh sách bài hát biểu diễn trong buổi diễn đầu tiên tại Nagoya.
1. "Fantastic Baby"
2. "Tonight"
3. "Stupid Liar"
4. "Blue"
5. "Haru Haru"
6. "Gara Gara Go!!"
7. "Top of the World"
8. "Number 1"
9. "Knock Out" (GD & TOP)
10. "High High" (GD & TOP)
11. "Bad Boy"
12. "Tell Me Goodbye"
13. "Cafe"
14. "Lies"
15. "Love Song"
16. "Hands Up"
17. "Feeling"
18. "My Heaven"
19. "Koe O Kikasete"

Encore
1. "Last Farewell"
2. "Bad Boy"
3. "Feeling"
4. "Fantastic Baby"

### Ngày diễn
| Ngày                 | Thành phố | Địa điểm     | Nghệ sĩ mở màn | Số khán giả     |
| -------------------- | --------- | ------------ | -------------- | --------------- |
| 15 tháng 11 năm 2014 | Nagoya    | Nagoya Dome  | iKON           | 81.000          |
| 16 tháng 11 năm 2014 | Nagoya    | Nagoya Dome  | iKON           | 81.000          |
| 20 tháng 11 năm 2014 | Osaka     | Kyocera Dome | iKON           | 200.000         |
| 21 tháng 11 năm 2014 | Osaka     | Kyocera Dome | iKON           | 200.000         |
| 22 tháng 11 năm 2014 | Osaka     | Kyocera Dome | iKON           | 200.000         |
| 23 tháng 11 năm 2014 | Osaka     | Kyocera Dome | iKON           | 200.000         |
| 6 tháng 12 năm 2014  | Fukuoka   | Fukuoka Dome | iKON           | 80.000          |
| 7 tháng 12 năm 2014  | Fukuoka   | Fukuoka Dome | iKON           | 80.000          |
| 20 tháng 12 năm 2014 | Sapporo   | Sapporo Dome | iKON           | 40.000          |
| 25 tháng 12 năm 2014 | Tokyo     | Tokyo Dome   | iKON           | 200.000         |
| 26 tháng 12 năm 2014 | Tokyo     | Tokyo Dome   | iKON           | 200.000         |
| 27 tháng 12 năm 2014 | Tokyo     | Tokyo Dome   | iKON           | 200.000         |
| 16 tháng 1 năm 2015  | Osaka     | Kyocera Dome | iKON           | 150.000         |
| 17 tháng 1 năm 2015  | Osaka     | Kyocera Dome | iKON           | 150.000         |
| 18 tháng 1 năm 2015  | Osaka     | Kyocera Dome | iKON           | 150.000         |
| Tổng                 | Tổng      | Tổng         | Tổng           | 741.000/741.000 |

### Nhân sự

#### Nhân sự chính
- Tổ chức chuyến lưu diễn: Avex Group, YG Entertainment
- Giám đốc điều hành – Yang Hyun Suk (YG Entertainment), Max Matsuura (Avex Group)
- Nhà sản xuất chính – Katsumi Kuroiwa (Avex Group)
- Nhà sản xuất chuyến lưu diễn - Veneno
- Đạo diễn chuyến lưu diễn – Jamie King
- Nhà tạo mẫu – Yuni Choi, Kyung Mi Kim, Sharon Park
- Tóc – Tae Kyun Kim, Sang Hee Baek, So Yeon Lee
- Trang điểm – Yun Kyoung Kim, Mi Suk Shin, Jun Hee Lee
- Đạo diễn ánh sáng – Roy Bennett

#### Nhân sự biểu diễn
- Big Bang (G-Dragon, T.O.P, Taeyang, Daesung, Seungri) — Giọng ca chính
- Gil Smith II (Đạo diễn âm nhạc/Keyboard 1)
- Omar Dominick (AMD/Bass)
- Dante Jackson (Keyboard 2)
- Justin Lyons (Ghita)
- Bennie Rodgers II (Trống)
- Adrian "AP" Porter (Programmer cho Pro Tools)

#### Vũ công
- HI-TECH (Park Jung Heon, Lee Young Sang, Cho Sung Min, Lee Han Sol, Jung Byoung Gon, Jung Woo Ryun, Kwon Young Deuk, Kwon Young Don)
- CRAZY (Kim Jung Hee, Won Ah Yeon, Park Eun Young, Kim Min Jung, Kim Hee Yun, Choi Sae Bom, Bae Jung In, Choi Hye Jin, Bae Hyo Jung, Lee Ji Won, Ryu Jae Hee, Yoo Ji Young)

## 0.TO.10 (Biểu diễn kỷ niệm 10 năm thành lập)
| Ngày                | Thành phố | Địa điểm                     | Số khán giả |
| Nhật Bản            | Nhật Bản  | Nhật Bản                     | Nhật Bản    |
| ------------------- | --------- | ---------------------------- | ----------- |
| 29 tháng 7 năm 2016 | Osaka     | Sân vận động Yanmar Nagai    | 165.000     |
| 30 tháng 7 năm 2016 | Osaka     | Sân vận động Yanmar Nagai    | 165.000     |
| 31 tháng 7 năm 2016 | Osaka     | Sân vận động Yanmar Nagai    | 165.000     |
| Hàn Quốc            |           |                              |             |
| 20 tháng 8 năm 2016 | Seoul     | Sân vận động World Cup Seoul | 60.000      |
| Tổng                | Tổng      | Tổng                         | 225.000     |

## Japan Dome Tour 2016
Japan Dome Tour 2016 là chuyến lưu diễn Japan Dome Tour thứ tư liên tiếp của ban nhạc tại Nhật Bản. Tour diễn dự kiến thu hút 631.500 khán giả.

### Ngày diễn
| Ngày                 | Thành phố | Địa điểm     |
| -------------------- | --------- | ------------ |
| 5 tháng 11 năm 2016  | Tokyo     | Tokyo Dome   |
| 6 tháng 11 năm 2016  | Tokyo     | Tokyo Dome   |
| 19 tháng 11 năm 2016 | Fukuoka   | Fukuoka Dome |
| 20 tháng 11 năm 2016 | Fukuoka   | Fukuoka Dome |
| 25 tháng 11 năm 2016 | Osaka     | Kyocera Dome |
| 26 tháng 11 năm 2016 | Osaka     | Kyocera Dome |
| 27 tháng 11 năm 2016 | Osaka     | Kyocera Dome |
| 2 tháng 12 năm 2016  | Nagoya    | Nagoya Dome  |
| 3 tháng 12 năm 2016  | Nagoya    | Nagoya Dome  |
| 4 tháng 12 năm 2016  | Nagoya    | Nagoya Dome  |
| 9 tháng 12 năm 2016  | Fukuoka   | Fukuoka Dome |
| 10 tháng 12 năm 2016 | Fukuoka   | Fukuoka Dome |
| 11 tháng 12 năm 2016 | Fukuoka   | Fukuoka Dome |

## Các chuyến lưu diễn chung

### YG Family 15th Anniversary Concert

#### Danh sách bài hát biểu diễn
1. 2NE1 – "Fire"
2. 2NE1 – "Can't Nobody"
3. 2NE1 – "Go Away"
4. Big Bang – "Tonight" (Remix)
5. Big Bang – "Hands Up"
6. Big Bang – "Cafe"
7. Big Bang – "Love Song" (Acoustic)
8. Gummy – "I'm Fallin'"
9. Gummy – "I'm Sorry Remix"
10. Se7en – "Better Together"
11. Se7en hợp tác với T.O.P – "Digital Bounce"
12. Se7en – "Angel"
13. Se7en – "Passion"
14. Jinusean và Se7en – "Passion"
15. G-Dragon, Se7en và Jinusean – "Hip Hop Gentlemen"
16. Jinusean – "A-YO"
17. Jinusean – "Phone Number"
18. Jinusean hợp tác với Dara – "Tell Me"
19. Tablo hợp tác với Bom – "Bad"
20. Tablo hợp tác với Gummy – "Airbag"
21. Tablo hợp tác với Taeyang – "Tomorrow"
22. Se7en và Daesung – "It Hurts"
23. Se7en, Daesung, Taeyang và Seungri – "Lonely" (Acoustic)
24. G-Dragon và T.O.P hợp tác với CL và Minzy – "Oh Yeah"
25. G-Dragon và T.O.P – "High High"
26. Psy – "Right Now"
27. Psy – "Celebrity"
28. Psy – "Shake It"
29. Psy – "It's Beautiful"
30. Psy – "Paradise"
31. Psy – "Champion"
32. Seungri – "Se7en's Come To Me"
33. Se7en – "Come Back To Me"
34. Se7en – "I'll Do Well"
35. Se7en – "La La La" (Remix)
36. 2NE1 – "I Am The Best"
37. 2NE1 – "Clap Your Hands"
38. 2NE1 hợp tác với Gummy – "Ugly"
39. Gummy hợp tác với G-Dragon – "Heartbreaker" (Acoustic)
40. Big Bang – "Haru Haru" (Acoustic)
41. Big Bang – "Lies"
42. Big Bang – "Heaven"

Encore:
1. 2NE1 và Gummy – "Last Farewell"
2. G-Dragon, T.O.P, Seungri và Daesung – "I Am the Best"
3. YG Family – "Champion"

#### Ngày diễn
| Ngày                | Thành phố | Quốc gia | Địa điểm                            | Tổng số khán giả |
| ------------------- | --------- | -------- | ----------------------------------- | ---------------- |
| 3 tháng 12 năm 2011 | Seoul     | Hàn Quốc | Nhà thi đấu Thể dục dụng cụ Olympic | 126.000          |
| 4 tháng 12 năm 2011 | Seoul     | Hàn Quốc | Nhà thi đấu Thể dục dụng cụ Olympic | 126.000          |
| 7 tháng 1 năm 2012  | Osaka     | Nhật Bản | Kyocera Dome                        | 126.000          |
| 8 tháng 1 năm 2012  | Osaka     | Nhật Bản | Kyocera Dome                        | 126.000          |
| 21 tháng 1 năm 2012 | Saitama   | Nhật Bản | Saitama Super Arena                 | 126.000          |

### YG Family World Tour: Power

#### Danh sách bài hát biểu diễn
1. 2NE1 - "Crush"
2. 2NE1 - "Fire"
3. 2NE1 - "Come Back Home"
4. 2NE1 - "Gotta Be You"
5. Winner - "Go Up"
6. Winner - "Missing You" (của 2NE1)
7. Winner - "Smile Again"
8. Epik High - "Fly"
9. Epik High và Dara - "Love Love Love"
10. Epik High - "Don't Hate Me"
11. Big Bang - "Haru Haru"
12. Big Bang - "Blue"
13. Big Bang - "Koe O Kikasete"
14. Big Bang - "Fantastic Baby"
15. Winner và Team B - "Just Another Boy"
16. Team B - "Climax"
17. CL và G-Dragon - "The Baddest Female"
18. CL - "MTBD"
19. G-Dragon và Seungri - "Crayon"
20. T.O.P, Mino và Dara - "Doom Dada"
21. Daesung và Kang Seung Yoon - "Ugly" (của 2NE1)
22. Taeyang và Team B - "Ringa Linga"
23. Lee Hi - "Rose"
24. Lee Hi và Minzy - "1, 2, 3, 4"
25. 2NE1 và Lee Hi - "If I Were You"
26. Tablo và Taeyang - "Tomorrow"
27. Epik High và Park Bom - "Up"
28. DJ Tukutz, Winner và Team B - "Phone Number" (của Jinusean)
29. Winner và Team B - "High High" (của G-Dragon và T.O.P)
30. Big Bang - "I Love You" (của 2NE1)
31. 2NE1 - "Scream"
32. 2NE1 - "I Am the Best"
33. 2NE1 - "Can't Nobody"
34. Big Bang - "My Heaven"
35. Big Bang - "Hands Up"
36. Big Bang - "Gara Gara Go!!"
37. Big Bang - "Lies"

Encore:
1. YG Family - "Go Away" (của 2NE1)
2. YG Family - "Gangnam Style" (của Psy)
3. YG Family - "Fantastic Baby" (của Big Bang)

#### Ngày diễn
| Ngày                 | Thành phố  | Quốc gia   | Địa điểm                         | Tổng số khán giả |
| -------------------- | ---------- | ---------- | -------------------------------- | ---------------- |
| 12 tháng 4 năm 2014  | Osaka      | Nhật Bản   | Kyocera Dome                     | 400.000+         |
| 13 tháng 4 năm 2014  | Osaka      | Nhật Bản   | Kyocera Dome                     | 400.000+         |
| 3 tháng 5 năm 2014   | Tokyo      | Nhật Bản   | Tokyo Dome                       | 400.000+         |
| 4 tháng 5 năm 2014   | Tokyo      | Nhật Bản   | Tokyo Dome                       | 400.000+         |
| 15 tháng 8 năm 2014  | Seoul      | Hàn Quốc   | Sân vận động Olympic Seoul       | 400.000+         |
| 30 tháng 8 năm 2014  | Thượng Hải | Trung Quốc | Sân vận động Thượng Hải          | 400.000+         |
| 13 tháng 9 năm 2014  | Singapore  | Singapore  | Sân vận động trong nhà Singapore | 400.000+         |
| 14 tháng 9 năm 2014  | Singapore  | Singapore  | Sân vận động trong nhà Singapore | 400.000+         |
| 19 tháng 10 năm 2014 | Bắc Kinh   | Trung Quốc | Sân vận động Công nhân           | 400.000+         |
| 25 tháng 10 năm 2014 | Đào Viên   | Đài Loan   | Sân vận động quận Đào Viên       | 400.000+         |